# 自己責任原則
自己責任原則（じこせきにんげんそく）は、金融商品取引において損失を被ったとしても、投資家が自らのリスク判断でその取引を行った限りは、その損失を自ら負担するという原則をいう。投資家の自己責任原則ともいう。英訳はrules of self-responsibility あるいは the principle of self-responsibility。

## 概要
この原則から、販売において金融商品販売業者に瑕疵がなかったにもかかわらず、販売業者が損失補填に応ずることは、投資家の自己責任原則に反するとされる（⇒損失補填の禁止）。
この原則の適用のためには、投資家がその金融商品取引に関する情報を収集し、リスクを理解評価した上で金融取引を行っていることが前提となっている。すなわち必要な情報が公開されており、投資家がリスクを評価する能力を持っていることが求められる。金融商品販売業者は、販売する金融商品について、投資家に対して十分な説明や情報公開（ディスクロージャー）を行うことが求められる。
ディスクロージャーについては、あらゆる金融商品について、全く同様に周到な説明や情報公開のコストや時間をかけるべきかは疑問がある。かえって金融商品の提供コストを引上げ、結果として商品性が悪くなる恐れがある。つまり顧客の利益のための規制が、顧客の利益を却って損なう可能性がある。販売対象となる顧客のリスク評価能力によって必要な説明が異なることが当然想定されているが、投資家のリスク評価能力は各投資家ごとの差異が大きい。どのような説明や情報公開が顧客のニーズを満たすかは同じ商品についても一概に言えず、顧客に応じたきめ細かな対応が本来は必要である。
この問題の解決方法として、投資金額で小さいものを低リスク商品として設計し、他方で投資金額で大きいものについては、投資のプロが買うという前提である程度のリスク商品として設計して、情報の提供コストをそれぞれ最小化するということも考えられる。また中長期的には金融教育の充実して、投資家自身の能力を向上させる必要がこの問題の解決方法となる可能性はある。
しかし投資教育が充実したとしても、全ての投資家が、このような知識・能力を均等に保有する時代がくるとは考えにくい。常に新たな投資家が市場に参入するほか、同じ投資家の能力も時間に応じて変化してゆく。また金融商品内容自体も変化してゆく。金融機関の側にはどうしても、説明や情報公開が不十分だった責任が残されやすい。さらに投資家が金融商品のリスクについて知識・経験はあっても、財産力・投資目的等から当該金融商品の取得が不適切な場合も考えられる。このようにこの問題について考慮すべき要素は多く、その中で金融機関としては訴訟リスクに対応して、金融商品のリスクについて本人に説明したこと、関連する商品説明書などを本人に交付したこと、などについて本人に署名捺印などの方法で確認を求める必要が生じている。
自己責任原則の前提には適合性原則(suitability rule)があるとも指摘される。適合性原則とは、金融商品販売業者の側に、投資家の知識・経験・財産力・投資目的等に適合した形での勧誘・販売を求めるものである。これは販売商品のリスク内容について、投資家よりも販売業者の側が知悉していることから、販売業者の側に顧客の諸事情に適合した商品を販売する責任を求めるものと解釈できる。販売業者の側に金融取引の倫理を求めているものともいえる。金融商品に複雑な仕組みのものも増えており、投資家のリスクの理解力や受容できるリスク程度にも様々な場合があることからも、販売業者側により多くの責任を求めているものといえる。一般の商品やサービスでは既に常識化していることであるが、金融商品の販売においても、販売者側に顧客の立場に立った顧客志向の商品の開発・セールスを求めている、その象徴が適合性原則だともいえる。

## 文献
- 二上季代司「米国の自己責任原則とわが国の課題」『金融ジャーナル』Mar.1998.
- コンプライアンス研究会『よくわかる金融機関のコンプライアンスQ&A』金融財政事情研究会1998
- 深浦厚之「適合性原則と投資家保護」『長崎大学経済学部研究所年報』17, 2001.
- 福光寛「金融機関と倫理」『金融排除論』同文舘出版2001所収
- 福光寛「公社債投資信託の元本割れをめぐって」『成城大学経済研究所報告』31, 2002.
- 首藤恵「資本市場再生の条件」『証券アナリストジャーナル』Jan.2003所収
- 小西修「英米における適合性原則規制の動向」『生命保険経営』71(3), 2003.
- 金融審議会金融分科会第一部会『中間整理』July 7, 2005
- 青木浩子「金融商品販売法・投資サービス法と説明義務・適合性原則」『証券レビュー』45(9), 2005.